# Махагуаль
Махагуаль (исп. Majagual) — город и муниципалитет на севере Колумбии, на территории департамента Сукре. Входит в состав субрегиона Ла-Мохана.

## История
Поселение, из которого позднее вырос город, было основано в 1750 году.

## Географическое положение

Муниципалитет Махагуаль

Город расположен в юго-восточной части департамента, в пределах Прикарибской низменности, к западу от реки Каука, на расстоянии приблизительно 116 километров к юго-востоку от города Синселехо, административного центра департамента. Абсолютная высота — 29 метров над уровнем моря.
Муниципалитет Махагуаль граничит на севере с территорией муниципалитета Сукре, на западе — с муниципалитетом Сан-Бенито-Абад, на юге — с муниципалитетом Гуаранда, на юго-западе — с территорией департамента Кордова, на востоке — с территорией департамента Боливар. Площадь муниципалитета составляет 826 км².

## Население
По данным Национального административного департамента статистики Колумбии, совокупная численность населения города и муниципалитета в 2015 году составляла 33 258 человек.
Динамика численности населения муниципалитета по годам:
| 2005   | 2006   | 2007   | 2008   | 2009   | 2010   | 2011   | 2012   | 2013   | 2014   | 2015   |
| ------ | ------ | ------ | ------ | ------ | ------ | ------ | ------ | ------ | ------ | ------ |
| 31 657 | 31 787 | 31 927 | 32 077 | 32 231 | 32 392 | 32 561 | 32 731 | 32 904 | 33 077 | 33 258 |

Согласно данным переписи 2005 года мужчины составляли 53,3 % от населения Махагуаля, женщины — соответственно 46,7 %. В расовом отношении белые и метисы составляли 98,9 % от населения города; негры, мулаты и райсальцы — 1 %, индейцы — 0,1 %.
Уровень грамотности среди всего населения составлял 77 %.

## Экономика
Основу экономики Махагуаля составляет сельское хозяйство.

64,3 % от общего числа городских и муниципальных предприятий составляют предприятия торговой сферы, 24,5 % — предприятия сферы обслуживания, 10,8 % — промышленные предприятия, 0,4 % — предприятия иных отраслей экономики.